# Ana Luisa Branger
Ana Luisa Branger (n. principis de la dècada del 1920) va ser una pionera de l'aviació de Veneçuela. Va obtenir la seva llicència el 1942 després de formar-se a l'Escola d'Aviació Miguel Rodríguez a Maracay. De fet, al novembre de 1939, Mary Calcaño es va convertir en la primera veneçolana que va obtenir la llicència de pilot, tot i que la va rebre de les autoritats dels Estats Units després de formar-se a Long Island, Nova York.
Branger va ser la primera dona que es va graduar a Miguel Rodríguez, l'única escola de formació del pilots de Veneçuela a la dècada del 1940. Poc després de rebre la llicència, es va incorporar al Centre d'Instrucció d'Aeronàutica Civil de la base aèria de La Carlota. No només va volar a Veneçuela, sinó també al Perú i als Estats Units on va batre dos rècords mundials.
El 1950, va batre el rècord de volar de gran altura en avió lleuger, assolint una altura de 7.468 metres en un Cub Special amb un motor Continental de C-90-8F de 90 CV, molt més que els 5.790 metres assolits per l'aviadora francesa Elizabeth Boselli. L'any següent, va tornar a batre el rècord de gran altura quan va volar a 8.784 metres, batent el rècord de l'enginyer aeronàutic francès René Leduc de 7.620 metres. Ambdós èxits van ser coberts per la premsa internacional.
Branger també és recordada pel seu lloc com a adjunta cultural a l'ambaixada de Veneçuela a Washington, D.C.